# Łówczanka
Łówczanka – struga w powiecie lubaczowskim.  Inne nazwy rzeki to Łówcza oraz Łotocza.
Struga ma swoje źródło na wysokości 313 m n.p.m. w Łówczy. W początkowym biegu płynie przez lasy Puszczy Solskiej, a następnie przez miejscowości Kowalówka, Żuków oraz Nowy Lubliniec, gdzie  uchodzi do Wirowej na wysokości 201 m n.p.m. Długość rzeki to około 17 kilometrów.
Rzeka ma trzy dopływy, dwa lewobrzeżne Gnojnik, Buszcza i jeden prawobrzeżny, Zielona Kryniczka.

## Nazwa
Nazwa rzeki najprawdopodobniej wzięła się od nazwy miejscowości, w której struga ma swoje źródło, Łówczy.